# Shane Doan
Shane Albert Doan (* 10. Oktober 1976 in Halkirk, Alberta) ist ein ehemaliger kanadischer Eishockeyspieler. Der rechte Flügelstürmer absolvierte im Verlauf seiner aktiven Karriere zwischen 1992 und 2017 insgesamt 1595 Spiele für das Franchise der Winnipeg Jets und Phoenix/Arizona Coyotes in der National Hockey League. Dort hält er die Franchise-Rekorde für die meisten Spiele, Tore, Vorlagen und Scorerpunkte und führte das Team 13 Jahre als Mannschaftskapitän an. Mit der kanadischen Nationalmannschaft wurde Doan 2003 und 2007 Weltmeister und gewann die Goldmedaille beim World Cup of Hockey 2004.

## Karriere
Shane Doan begann seine Karriere als Eishockeyspieler bei den Kamloops Blazers, für die er von 1992 bis 1995 in der Western Hockey League aktiv war. 1995 gewann er mit den Blazers den Memorial Cup und die Stafford Smythe Memorial Trophy als wertvollster Spieler des Pokalturniers. Anschließend wurde er im NHL Entry Draft 1995 in der ersten Runde als insgesamt siebter Spieler von den Winnipeg Jets ausgewählt, wobei er der letzte Erstrunden-Pick der Jets vor ihrem Umzug nach Phoenix war. Er erhielt auch direkt nach dem Draft einen Platz im NHL-Kader der Jets und erzielte in seiner Rookiesaison 17 Scorerpunkte. Außerdem wurde er zum Rookie des Jahres der Winnipeg Jets gewählt.
Nach dem Umzug des Franchises nach Phoenix hatte er oft keinen festen Stammplatz im Team und musste in der Saison 1997/98 häufig für das Farmteam, die Springfield Falcons aus der American Hockey League, auflaufen. In der folgenden Spielzeit gehörte er wieder fest zum Coyotes-Team und absolvierte insgesamt 88 Saisonspiele, bevor er in der Saison 1999/2000 erstmals mehr als 20 Tore in der regulären Saison erzielte. Damit etablierte er sich innerhalb der Mannschaft und entwickelte sich innerhalb der nächsten Jahre zu einem Führungsspieler der Coyotes, wobei er in den acht folgenden Saisons jeweils mindestens 20 Tore erzielte. Nachdem Teppo Numminen die Mannschaft vor der Spielzeit 2003/04 verlassen hatte, wurde Doan neuer Mannschaftskapitän des Teams und erreichte mit 27 Toren, 41 Torvorlagen und 68 Scorerpunkten neue persönliche Bestmarken. Zudem erhielt er 2004 seine erste Einladung zu einem NHL All-Star Game. Im Februar 2004 erhielt Doan einen neuen Dreijahresvertrag von den Coyotes. Während des Lockouts in der Saison 2004/05 spielte Doan kein Eishockey.
Im Februar 2007 erhielt Doan eine Vertragsverlängerung um fünf Jahre. In der Saison 2009/10 stellte Doan mit den Coyotes einen neuen Punkterekord in der regulären Saison auf und schaffte mit 107 Punkten den Einzug in die Playoffs. In der ersten Runde unterlag man knapp in sieben Spielen gegen die Detroit Red Wings. Im Laufe der 2011/12 gelang ihm im Januar 2012 beim Spiel gegen die New York Islanders der erste Hatrick seiner NHL-Karriere. Im September 2012 wurde sein Vertrag in Arizona um weitere vier Jahre bei einem kolportierten Gesamtgehalt von 21,2 Millionen US-Dollar verlängert. Im Juni 2013 wurde der US-Amerikaner durch den Wechsel von Daniel Alfredsson zum Mannschaftskapitän mit der längsten aktiven Amtszeit innerhalb der NHL und führte seine Mannschaft in der anschließenden Spielzeit 2013/14 im zehnten Jahr infolge auf das Eis. Seit Beginn der Saison 2014/15 ist Doan der Akteur mit den meisten Einsätzen für das Franchise und überholte im Dezember 2015 mit seinem 381. Treffer den zuvorigen Rekordhalter Dale Hawerchuk als besten Torschützen der Franchise-Geschichte.
Nach dem Ende der Saison 2016/17 gaben die Coyotes im Juni 2017 bekannt, den auslaufenden Vertrag des Angreifers nicht zu verlängern. Doan verließ das Team damit als Rekordhalter für die meisten Spiele (1540), Tore (402), Vorlagen (570) und Punkte (972) der Franchise-Geschichte. Ferner absolvierten in der NHL-Geschichte nur Gordie Howe, Nicklas Lidström und Alex Delvecchio (alle Detroit) mehr Spiele für ein einziges Franchise. Zudem endeten für Doan 13 Jahre als Mannschaftskapitän, sodass er gemeinsam mit Mario Lemieux und Daniel Alfredsson Platz fünf der Rangliste der am längsten amtierenden Mannschaftskapitäne eines Teams belegt.
Trotz Interesse anderer Mannschaften gab er Ende August 2017 seinen Rücktritt vom aktiven Profisport bekannt. Zu diesem Zeitpunkt war der Kanadier der letzte aktive NHL-Akteur, der noch für die ursprünglichen Winnipeg Jets aufgelaufen war.

### International
Doan debütierte für das Team Canada bei der Weltmeisterschaft 1999 in Norwegen, wo dieses den vierten Platz belegte. Vier Jahre später wurde er erneut in den kanadischen Nationalkader berufen und gewann bei den Titelkämpfen 2003 in Finnland seine erste Goldmedaille. 2004 nahm er am World Cup of Hockey teil und erzielte im Finale gegen die finnische Herrenauswahl den 3:2-Siegtreffer. Zuvor war er für die Weltmeisterschaft 2004 nominiert worden, konnte aber aufgrund einer Verletzung nicht teilnehmen. Bei der Weltmeisterschaft ein Jahr später in Wien wurde Doan zum Assistenzkapitän des Team Canada bestimmt und gewann mit der Auswahlmannschaft die Silbermedaille.
Des Weiteren stand er im Aufgebot Kanadas bei den Olympischen Winterspielen 2006 in Turin, bei denen er in sechs Partien drei Scorerpunkte erzielte.
Bei der Weltmeisterschaft 2007 in Moskau lief Doan erstmals als Mannschaftskapitän auf. Unter seiner Führung gewann das Team die Goldmedaille, wobei es kein einziges Spiel verlor und Finnland im Finale des Turniers mit 4:2 besiegte. Zu diesem Erfolg trug Doan fünf Tore und fünf Torvorlagen bei, wobei er in der Zwischenrundenpartie gegen Belarus einen Hattrick erzielte. Auch ein Jahr später, bei den Welttitelkämpfen 2008, behielt Doan sein Kapitänsamt und führte sein Team bis in das Finale gegen Russland, indem die Kanadier den Russen mit 4:5 unterlagen. Bei der Weltmeisterschaft 2009 in der Schweiz gewann er eine weitere Silbermedaille.

## Erfolge und Auszeichnungen
| - 1994 President’s-Cup-Gewinn mit den Kamloops Blazers - 1994 Memorial-Cup-Gewinn mit den Kamloops Blazers - 1995 President’s-Cup-Gewinn mit den Kamloops Blazers - 1995 Memorial-Cup-Gewinn mit den Kamloops Blazers - 1995 Stafford Smythe Memorial Trophy - 1995 Memorial Cup All-Star Team | - 2004 Teilnahme am NHL All-Star Game - 2009 Teilnahme am NHL All-Star Game - 2010 King Clancy Memorial Trophy - 2012 Mark Messier Leadership Award - 2019 Sperrung der Trikotnummer 19 durch die Arizona Coyotes |

### International
| - 2003 Goldmedaille bei der Weltmeisterschaft - 2004 Goldmedaille beim World Cup of Hockey - 2005 Silbermedaille bei der Weltmeisterschaft | - 2007 Goldmedaille bei der Weltmeisterschaft - 2008 Silbermedaille bei der Weltmeisterschaft - 2009 Silbermedaille bei der Weltmeisterschaft |

## Karrierestatistik

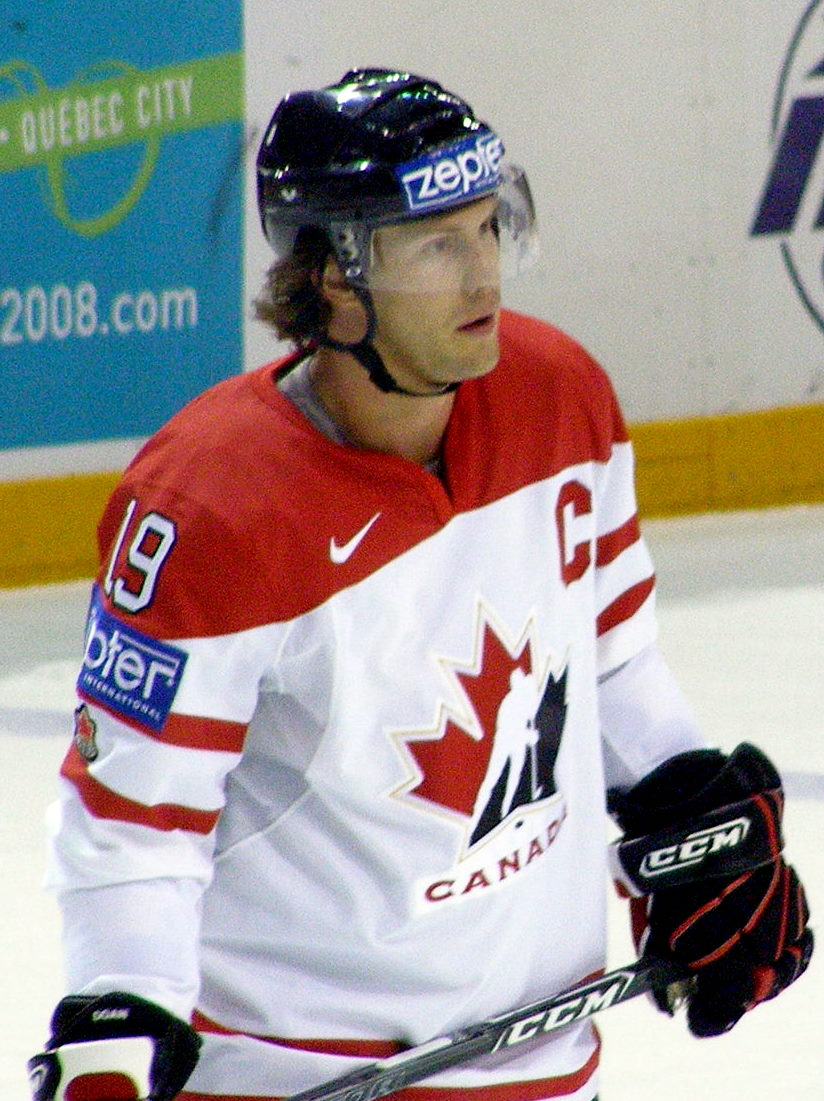
Doan im Trikot der Nationalmannschaft (2008)

### International
Vertrat Kanada bei:
| - Weltmeisterschaft 1999 - Weltmeisterschaft 2003 - World Cup of Hockey 2004 - Weltmeisterschaft 2005 | - Olympischen Winterspielen 2006 - Weltmeisterschaft 2007 - Weltmeisterschaft 2008 - Weltmeisterschaft 2009 |

(Legende zur Spielerstatistik: Sp oder GP = absolvierte Spiele; T oder G = erzielte Tore; V oder A = erzielte Assists; Pkt oder Pts = erzielte Scorerpunkte; SM oder PIM = erhaltene Strafminuten; +/− = Plus/Minus-Bilanz; PP = erzielte Überzahltore; SH = erzielte Unterzahltore; GW = erzielte Siegtore; 1 Play-downs/Relegation; Kursiv: Statistik nicht vollständig)

## Persönliches

### Familie
Bereits sein Vater Bernie Doan war Eishockeyspieler und bestritt Anfang der 1970er Jahre einige Partien für die Toledo Hornets in der International Hockey League sowie für die Kansas City Blues in der Central Hockey League. Sein Sohn Josh Doan wiederum wurde im NHL Entry Draft 2021 an 37. Position von den Arizona Coyotes ausgewählt. Zudem ist er ein Cousin von Keaton Ellerby sowie ein Cousin zweiten Grades von Carey Price.

### Kontroverse um Schiedsrichterbeleidigung
Im Wahlkampf vor der Unterhauswahl 2006 wurde Doan vom Unterhausabgeordneten Denis Coderre beschuldigt, am 13. Dezember 2005 während eines Spiels gegen die Canadiens de Montréal den französischsprachigen Linienrichter Michel Cormier rassistisch beleidigt zu haben. In einem Brief forderte Coderre den Präsidenten von Hockey Canada auf, Doans Nomination für den Kader der Olympischen Winterspiele 2006 rückgängig zu machen – es sei denn, der Spieler würde sich öffentlich entschuldigen. Doan verklagte Coderre im Januar 2006 wegen Verleumdung und verlangte eine Entschädigung von 250.000 Dollar (die er wohltätigen Zwecken zukommen lassen würde). Nachdem Cormier bestätigt hatte, dass er rassistisch beleidigt worden sei, reagierte Coderre im April 2007 mit einer Gegenklage in der Höhe von 45.000 Dollar. Rund einen Monat vor dem geplanten Prozess kam im August 2010 eine außergerichtliche Einigung zustande. Doan gab bekannt, der Linienrichter sei tatsächlich beleidigt worden, allerdings von einem anderen Spieler.